# Andy Bean
Andy Bean (nacido el 7 de octubre de 1984) es un actor estadounidense. Es conocido por sus papeles como Alec Holland en Swamp Thing de DC Universe, Greg Knox en Power, Henry Bergen en Here and Now y como Stanley Uris en It Capítulo Dos.

## Carrera
Bean coprotagonizó como Greg Knox en la serie dramática Power, un agente del FBI asignado al caso Ghost y el antiguo interés amoroso de Angela Valdés. Interpretó el papel de Henry Bergen, un ladrón sin hogar, en Here and Now (2018).
En su primer papel importante en una película, Bean interpretó a Spike, un físico que intenta teletransportarse, en Bad Vegan and the Teleportation Machine (2016), y también tuvo papeles menores en Allegiant (2016) y Transformers: el último caballero (2017). Fue elegido, en 2019, como Alec Holland en Swamp Thing de DC Universe, que duró una temporada. En 2019, Bean interpretó el papel del adulto Stanley Uris en It Capítulo Dos, compartiendo el personaje con Wyatt Oleff.

## Vida personal
El 17 de noviembre del 2019, él y su esposa le dieron la bienvenida a su primera hija, una niña llamada Penelope Bean.

## Filmografía

### Películas
| Año  | Título                                  | Papel         | Notas        |
| ---- | --------------------------------------- | ------------- | ------------ |
| 2007 | Neptunus Rex                            | Beliveau      | Cortometraje |
| 2016 | The Divergent Series: Allegiant         | Romit         |              |
| 2016 | Poor Boy                                | Drime         |              |
| 2016 | Bad Vegan and the Teleportation Machine | Spike         |              |
| 2017 | Transformers: el último caballero       | Abogado       |              |
| 2017 | Magic '85                               | Fred          | Cortometraje |
| 2018 | Leaving Hope                            | Mike          | Cortometraje |
| 2019 | Find What You Love and Let It Kill You  | Travis        | Cortometraje |
| 2019 | It Capítulo Dos                         | Stanley Uris  |              |
| 2021 | Maligno                                 | Frank         |              |
| 2021 | King Richard                            | Laird Stabler |              |

### Televisión
| Año       | Título                      | Papel        | Notas                              |
| --------- | --------------------------- | ------------ | ---------------------------------- |
| 2014–2016 | Power                       | Greg Knox    | Protagonista; 28 episodios         |
| 2018      | Here and Now                | Henry        | Protagonista; 7 episodios          |
| 2018      | Michael and Michael Are Gay | Jacob        | Miniserie de television; 1 episode |
| 2019      | Swamp Thing                 | Alec Holland | Protagonista; 10 episodios         |